# Paul Borremans
Paul Borremans (Zandbergen, 25 januari 1931 - 17 september 1989) was een Belgisch wielrenner. Hij was professioneel wielrenner van 1954 tot en met 1964.  De GP Paul Borremans is naar hem vernoemd. 
Borremans reed onder meer voor Plume Sport-Simplex, Elvé-Marvan, Ghigi-Coppi, Libertas-Eura Drinks, Solo-Superia en Lamot-Libertas (België) en behaalde diverse zeges en ereplaatsen.

## Palmares
- 1953 : 2e in Waasmunster (Oost-Vlaanderen), België
- 1954 : 1e in Mechelen (Limburg), Nederland
  - 1e in GP Briek Schotte, Desselgem (West-Vlaanderen), België
- 1956 : 3e in Halse Pijl, Halle (Vlaams-Brabant), België
  - 2e in St-Elooisprijs, Ruddervoorde (West-Vlaanderen), België
  - 2e in Aartrijke (West-Vlaanderen), België
  - 1e in Mechelen (Antwerpen), België
  - 1e in Moerzeke (Oost-Vlaanderen), België
  - 3e in Buggenhout (Oost-Vlaanderen), België
- 1958 : 1e in Hakendover (Brabant), België
  - 2e in Denderhoutem (Oost-Vlaanderen), België
  - 1e in Zonnebeke (West-Vlaanderen), België
  - 1e in GP Briek Schotte, Desselgem (West-Vlaanderen), België

## Persoonlijk leven
Borremans is een oom van wielrenner Ken Devos. Rudy Pevenage is de schoonzoon van Borremans.

## Overlijden
Borremans overleed in 1989 op 58-jarige leeftijd, één dag vóór de 29ste editie van de GP Paul Borremans.

## Resultaten in voornaamste wedstrijden
| Jaar | Gent-Wevelgem |
| ---- | ------------- |
| 1958 | 37e           |
| 1959 | 51e           |